# Ishara
Ishara (išḫara) è un'antica divinità di origine sconosciuta dalla Siria moderna settentrionale. È apparsa per la prima volta a Ebla ed è stata incorporata nel pantheon degli hurriti, da cui ha trovato la sua strada per il pantheon ittita. 
Nelle tradizioni hurrite e semitiche, Išḫara è una dea dell'amore, spesso identificata con Ishtar. Il suo culto ebbe una notevole importanza ad Ebla dalla metà del terzo millennio a.C. e, alla fine del terzo millennio, contava templi a Nippur, Sippar, Kish, Harbidum, Larsa e Urum. 
Ishara è la parola ittita per "trattato, promessa vincolante", anche personificata come una dea del giuramento. 

## Etimologia
L'etimologia di Ishara è sconosciuta. La dea appare già dalla metà del terzo millennio come una delle principali dee di Ebla, e il suo nome appare come elemento nei nomi teoforici in Mesopotamia nel terzo millennio (periodo di Akkad). 
Le varianti del nome appaiono come Ašḫara (in un trattato di Naram-Sin di Akkad con Hita di Elam) e Ušḫara (nei testi ugaritici). A Ebla, c'erano varie compitazioni logografiche che coinvolgono il segno AMA "madre". Ad Alalakh, il suo nome era reso con l'accadogramma IŠTAR più un suffisso fonetico -ra, come IŠTAR- ra.

## Origine
Ishara è una divinità pre-hurrita e forse pre-semitica, successivamente incorporata nel pantheon degli Hurriti. Da quest'ultimo pantheon, Ishara entrò nel pantheon ittita e aveva il suo tempio principale a Kizzuwatna.

## Culto
"Ishara appare dapprima nei testi pre-sargonici di Ebla e poi come una dea dell'amore negli antichi incantesimi di potenza accadica (Biggs). Durante il periodo Ur III aveva un tempio a Drehem e dall'epoca babilonese in poi c'erano santuari a Sippar, Larsa e Harbidum. A Mari sembra essere stata molto popolare e molte donne sono state chiamate col suo nome, ma è ben attestata in nomi personali in Babilonia in genere fino al tardo periodo kassita. Il suo epiteto principale era la belet rame, la signora dell'amore, che fu applicato anche a Ishtar. Nell'epopea di Gilgamesh (Tav. II, col. V.28) si dice: "Per Ishara è fatto il letto" e nell'Atra-hasis (I 301-304) è chiamata a benedire la coppia in luna di miele".

### Pantheon hurrita
Ishara era anche venerata nel pantheon degli hurriti. Era associata agli inferi. La sua incarnazione astrologica è la costellazione dello Scorpione ed era chiamata la madre dei Sebitti (le sette stelle) (Seux, 343). Ishara era ben nota in Siria dal terzo millennio a.C. Divenne una grande dea della popolazione hurrita. È stata venerata con Teshub e Šimegi ad Alakh, e anche ad Ugarit, Emar e Chagar Bazar. Quando era considerata parte dell'entourage di Ishtar, era invocata per curare i malati (Lebrun).

### Dea ittita
Come dea, Ishara poteva infliggere severe sanzioni corporali agli spergiuri, in particolare ascite. In questo contesto, è diventata una "dea della medicina" la cui pietà è stata invocata in caso di malattia. C'era persino un verbo, isharis- "essere afflitto dalla malattia di Ishara". 